# Leopoldo Fortunato Galtieri
Leopoldo Fortunato Galtieri (Caseros, 15 de julio de 1926-Buenos Aires, 12 de enero de 2003) fue un militar y dictador argentino, perteneciente al Ejército. Fue miembro de la Junta Militar entre diciembre de 1979 y junio de 1982; y  estuvo a cargo del gobierno argentino con la suma de los poderes ejecutivo y legislativo, entre diciembre de 1981 y junio de 1982, durante la última dictadura militar. Condujo el desembarco y posterior guerra en las islas Malvinas contra el Reino Unido, que terminó con la derrota argentina.
Previamente, entre 1976 y 1979, fue comandante del II Cuerpo de Ejército y de la Zona de Defensa 2, con jurisdicción en las provincias de Chaco, Corrientes, Entre Ríos, Formosa, Misiones y Santa Fe.
En 1985, resultó absuelto en el Juicio a las Juntas, donde recibió proceso por la comisión de crímenes de lesa humanidad. En 1986 recibió una condena de 12 años de prisión y degradación, por sus acciones en el marco de la guerra de las Malvinas. En 1989 los indultos realizados por Carlos Menem lo beneficiaron, restituyéndole el grado de teniente general. En 2002 quedó detenido por sospechas de comisión de crímenes de lesa humanidad durante la última dictadura; murió al año siguiente, antes de entrar en juicio mientras cumplía prisión preventiva en su domicilio.

## Biografía
Leopoldo Fortunato Galtieri nació en Caseros, provincia de Buenos Aires, siendo hijo del matrimonio conformado por Francisco Rosario Galtieri y Nélida Victoria Castelli. A los 13 años ingresó al Liceo Militar General San Martín, siendo integrante de la Promoción 2 de dicho instituto, en cual fue compañero de Albano Harguindeguy, de Raúl Alfonsín y del escritor David Viñas. A los 17 años de edad, ingresó al Colegio Militar de la Nación y egresó del mismo como subteniente de ingenieros con la promoción 74. La misma promoción de Luciano Benjamín Menéndez, Ramón Genaro Díaz Bessone y Santiago Riveros. También cursó la Escuela de las Américas. En 1949 contrajo matrimonio con Lucía Noemí Gentili, nacida en Buenos Aires el 13 de diciembre de 1926, hija de Eolo Gentili y Sara Cecchi, y madre de sus tres hijos: Adriana Sara (n. 1952), Diana (n. 1954), y Carlos Francisco Pío (n. 1957).

## Carrera militar
En 1969 fue uno de los jefes de la represión en el segundo "Rosariazo", marchando con fuerzas del Ejército desde Corrientes. La represión causó dos muertos y 25 heridos.
Hacia 1973 era comandante de la IX Brigada con asiento en Comodoro Rivadavia. Con el cambio de mandos en mayo de 1973, quedó destinado como jefe de Logística del Estado Mayor General del Ejército. En diciembre de 1974 asumió como segundo comandante del II Cuerpo con asiento en Rosario, donde formó vínculo con el general de división Roberto Eduardo Viola.
Con el ascenso de Jorge Rafael Videla al comando en jefe en agosto de 1975, lo designó jefe de Operaciones del Estado Mayor (era el titular del Estado Mayor el general Viola). Galtieri estaba alineado con el sector "legalista" junto a Videla y Viola. Con el cambio de destinos operado en diciembre de 1975, asumió como subjefe del Estado Mayor.
Acompañó el golpe de Estado de 1976 y ascendió a comandante del II Cuerpo el 11 de octubre de 1976. Estuvo como comandante del II Cuerpo desde octubre de 1976 hasta febrero de 1979, dirigiendo la represión interna. El II Cuerpo era una región militar (Zona 2) con jurisdicción en las provincias litoraleñas de Santa Fe, Entre Ríos, Corrientes, Misiones, Chaco y Formosa.
Sus simpatías lo llevaron a rápidos ascensos, siendo nombrado general de división en 1977 y teniente general el 28 de diciembre de 1979.
Entre el 20 de diciembre de 1978 y el 26 de enero de 1979, fue comandante de la Seguridad Estratégica del Noroeste (SENE).
Pasó después a desempeñar el Comando del I Cuerpo de Ejército de Buenos Aires entre enero y diciembre de 1979.

### Período como miembro de la Junta Militar 1979-1982
Galtieri asumió como comandante en jefe del Ejército Argentino en diciembre de 1979. El comandante en jefe saliente Roberto Eduardo Viola eligió al biografiado como su sucesor. Galtieri integró entonces la Junta Militar de Gobierno juntamente con los almirantes Armando Lambruschini (1979-1981) y Jorge Isaac Anaya (1981-1982) y los brigadieres generales Omar Graffigna (1979-1981) y Basilio Lami Dozo (1981-1982).
En agosto de 1981 el general Galtieri realizó una gira en la Costa Oeste de los Estados Unidos y Washington D. C. Se entrevistó con funcionarios importantes del Gobierno federal de los Estados Unidos con la ayuda y los contactos del agregado militar en EE UU Miguel Mallea Gil. Galtieri preparaba un golpe de Estado contra el presidente de la Nación del Proceso de Reorganización Nacional Roberto Eduardo Viola. El Gobierno de Viola padecía la crisis económica y financiera y el pueblo argentino mostraba signos de cansancio.
En noviembre de 1981 Galtieri viajó nuevamente al país del norte de América. Primero asistió a la XIV Conferencia de Ejércitos Americanos celebrada en el Fuerte Lesley J. McNair. El general argentino viajó acompañado por su secretario Norberto Ferrero, el jefe de Inteligencia Alberto Alfredo Valín Molina y el jefe de Operaciones Mario Benjamín Menéndez. Después asistió a una cena en la residencia del embajador argentino en los Estados Unidos Esteban Takacs. Galtieri se reunió con integrantes importantes del Gobierno de Ronald Reagan. Se brindó por la amistad de Argentina y Estados Unidos. Tiempo después contaría que se sentía el «niño mimado» del país norteamericano. Se volvió conocido un comentario de Richard Allen sobre Galtieri al finalizar la cena: «me parece un hombre de una personalidad majestuosa».
El 5 de noviembre de 1981 Galtieri se entrevistó con el vicepresidente de los Estados Unidos George H. W. Bush.
El Departamento de Estado de los Estados Unidos agradeció a Galtieri su influencia en Bolivia convenciendo al general Lucio Añez y al coronel Faustino Rico Toro de no hacer un golpe de Estado contra el presidente de facto Celso Torrelio Villa.

### Golpe contra Viola en 1981
El 10 de noviembre de 1981 el comandante en jefe Galtieri se reunió con sus pares de la Armada y la Fuerza Aérea, Jorge Isaac Anaya y Omar Domingo Graffigna. Los militares decidieron el adelantamiento de la asunción del brigadier Basilio Lami Dozo como comandante en jefe de la Fuerza Aérea, quien debía asumir en enero.
Hacia el fin de año los mandos del Ejército renovaban. Entonces Galtieri se deshizo de tres generales de división que lo molestaban: José Rogelio Villarreal, Antonio Domingo Bussi y Reynaldo Benito Bignone.
El 21 de noviembre el presidente Roberto Eduardo Viola pasó el mando al ministro del Interior Horacio Liendo presuntamente por razones de salud.
El 8 de diciembre Galtieri se entrevistó con Viola en la quinta presidencial de Olivos negociando el proceso de remoción.
Galtieri pactó con el almirante Anaya el apoyo de la Junta Militar si Galtieri apoyaba una invasión de las Islas Malvinas.
El 10 de diciembre el almirante Anaya emitió el ultimátum a Viola solicitándole la renuncia como presidente en virtud de decisión de la Junta Militar integrada por aquel, Galtieri y Graffigna. Al día siguiente Viola se entrevistó con la Junta, donde ésta resolvió removerlo por razones de Estado. Ese día el general Héctor Norberto Iglesias anunció que el general Galtieri asumiría la Presidencia el 22 de diciembre.
El vicealmirante Carlos Alberto Lacoste fue presidente interino entre el 11 y el 22 de diciembre.

## Presidencia (1981-1982)
El 22 de diciembre de 1981 Galtieri juró como presidente de la Nación Argentina (de facto) designado por la Junta Militar del Proceso de Reorganización Nacional. Al principio Basilio Lami Dozo rechazó que Galtieri asumiera la Presidencia reteniendo la jefatura del Ejército. La Junta Militar acordó que el general abandonara el cargo a fines de 1982.
El nuevo dictador intentó diferenciarse de su antecesor en la Presidencia absteniéndose de residir en la quinta presidencial de Olivos. Además, se hizo fotografiar firmando su declaración de bienes ante el escribano José María Allende y el auditor general de las Fuerzas Armadas Carlos H. Cerdá.
Los ministros de Galtieri fueron Nicanor Costa Méndez en Relaciones Exteriores y Culto; Roberto Alemann en Economía; Cayetano Licciardo en Educación; Amadeo Frúgoli en Defensa; Lucas Jaime Lennon en Justicia; Alfredo Saint-Jean en Interior; y Héctor Iglesias en la Secretaría General de la Presidencia.
Las medidas económicas del ministro de Economía nombrado por Galtieri, el renombrado técnico civil Roberto Alemann, fueron no menos ortodoxas que las de sus antecesores. La restricción del gasto público, la compresión del circulante, la privatización de bienes estatales y la congelación de los salarios llevaron a una gravísima depresión económica. La recesión llevó al cierre de numerosas industrias (siendo Citroën y La Cantábrica las más destacadas) y a medidas drásticas de reducción de personal por parte de otras.
Galtieri ordenó a los militares —activos y retirados— que abandonaran sus cargos en las empresas del Estado para ser reemplazados por civiles.
El descontento popular, canalizado a través de la junta multipartidaria y las organizaciones sindicales, alcanzó cotas extremas. Una movilización convocada a finales de marzo por organizaciones políticas y sindicales bajo el lema «Paz, Pan y Trabajo» sufrió una represión, dejando un muerto y decenas de heridos.

### Política exterior
El dictador argentino procuraba consolidar una alianza con los Estados Unidos. Para esto, buscaba «llenar los espacios vacíos» que el presidente Jimmy Carter había dejado en la Guerra Fría. Esto era intervenir en distintos lugares del mundo en contribución a la lucha contra el comunismo. A partir de la guerra de las Malvinas, iniciada con la Operación Rosario el 2 de abril de 1982, la Argentina dictatorial se acercó a Libia, Cuba y otros países próximos a la Unión Soviética.

### Guerra de las Malvinas

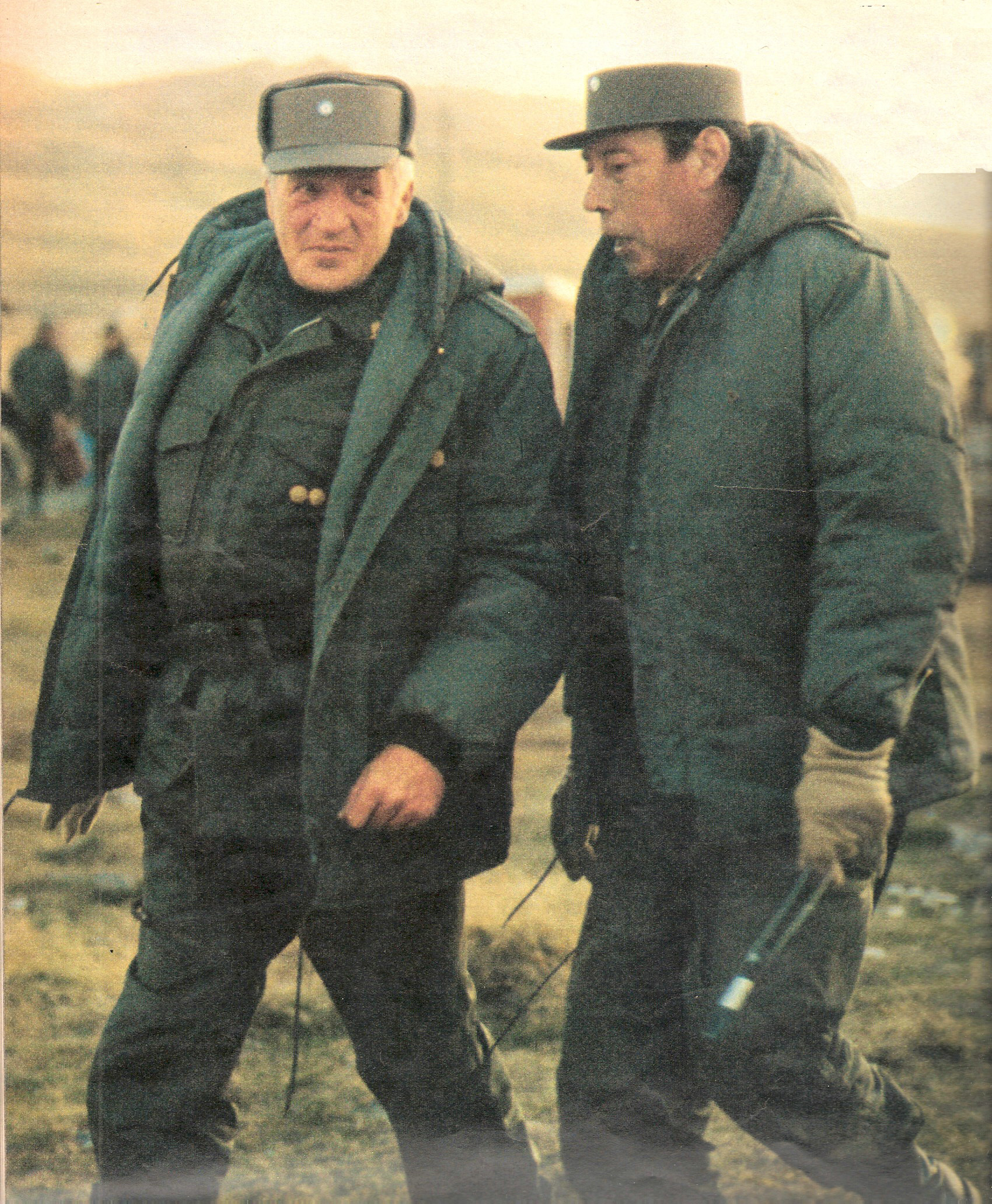
Galtieri en su visita a las islas Malvinas el 22 de abril de 1982, junto al general de brigada Oscar Luis Jofre.

En 1981 la Junta Militar de Gobierno, con especial énfasis del almirante Jorge Isaac Anaya, decidió para 1982 solucionar la cuestión de las islas Malvinas, para apoyar al régimen militar que enfrentaba un fuerte descontento social y económico. Entre marzo y abril de 1982 hubo cinco manifestaciones contra el gobierno militar, tres de ellas organizadas por los familiares de los desaparecidos y todas reprimidas duramente. La popularidad del gobierno estaba en franco descenso, mientras la inflación crecía y el PBI se reducía en un 11,45 %; el régimen militar se desmoronaba y Galtieri comprendió que las Fuerzas Armadas no tenían el suficiente poder para evitar la transición democrática que ya aparecía en el escenario político.
La recuperación de las islas Malvinas fue percibida como un elemento que iba a aglutinar a la descontenta sociedad argentina. Después de seis años de dictadura, la Junta Militar necesitaba de una victoria, tras una operación dramática pero necesaria para unir al país, con la recuperación de las islas Malvinas, un anhelado sueño de la sociedad argentina parecía el modo ideal de lograrlo.
Siguiendo el modelo de la abortada Operación Soberanía para la solución del aún pendiente conflicto del Beagle con Chile, la Junta Militar ordenó el 26 de marzo la Operación Rosario, un plan de desembarco en las islas Malvinas. El 2 de abril de 1982 un contingente al mando del contraalmirante Carlos Büsser desembarcó en la isla Soledad, tomaron prisionero al gobernador británico de las islas sin causar bajas enemigas para evitar una reacción británica en el futuro. El desembarco y toma de la capital insular, Port Stanley, a la que se rebautizó Puerto Argentino, con tres bajas propias, provocó una fuerte adhesión popular, con manifestaciones públicas de apoyo, el sentimiento por las Malvinas distrajo a la sociedad argentina de los desaparecidos, la depresión causada por los militares y el desastre económico.
La empresa militar, emprendida bajo el supuesto de que la situación geográfica de las islas haría imprácticas las acciones militares de los británicos, pronto tuvo que hacer frente a una muy superior fuerza del enemigo. El régimen militar del general Augusto Pinochet en Chile, al que la dictadura argentina consideraba como el enemigo número uno, proporcionó todo el apoyo logístico necesario a las tropas británicas. Las tropas británicas no solo contaban con la ayuda militar y logística del Reino Unido también tenía una operación secreta con el dictador chileno Augusto Pinochet que optaba con colaborar con la ofensiva inglesa. Las tropas argentinas, en inferioridad logística y de inteligencia, sin apoyo naval y con inadecuado apoyo aéreo, pese a haber obtenido algunos éxitos parciales especialmente en ataques aéreos lanzados desde el continente contra la fuerza naval británica, se vieron pronto en una posición insostenible.
El régimen mantuvo durante toda la guerra un poderoso aparato propagandístico para mantener la adhesión popular. Los comunicados oficiales, retransmitidos obligatoriamente por todas las emisoras de radio y televisión, concentraban la atención de todo el espectro político; férreos adversarios del régimen militar se vieron llevados por la situación a expresar su respaldo a la acción militar. Las 24 horas de las Malvinas fue un programa maratónico que juntó ingresos para apoyar a las fuerzas argentinas en las islas, pero la inmensa mayoría de esas donaciones jamás llegaron su destino. El hundimiento, del destructor británico HMS Sheffield el 4 de mayo que fue alcanzado por un misil MBDA Exocet y se hundió una semana después, fue ocasión de celebraciones populares. La información real sobre el estado de los combates se filtraba cuidadosamente para mantener altas las expectativas, de tal manera que la ocupación de las islas por las fuerzas británicas tras la batalla de Pradera del Ganso la más cruel de las batallas el 29 de mayo se mantuvo en secreto hasta que el 14 de junio el general de brigada Mario Benjamín Menéndez, gobernador militar de Malvinas, rindió Puerto Argentino a tropas muy superiores.
El desempeño de la Junta Militar en la planificación y ejecución del ataque militar fue exhaustivamente estudiado en el lapidario informe del General Benjamín Rattenbach, documento inicialmente secreto y hoy disponible para su lectura.
La desilusión provocada por la derrota soliviantó las tensiones reprimidas durante la guerra. Galtieri renunció el 17 de junio; el cargo fue ocupado interinamente por su ministro de Interior, el general de división Alfredo Oscar Saint-Jean. Leopoldo Galtieri pasó a retiro el 18 de junio y fue nombrado al frente del Ejército el teniente general Cristino Nicolaides. Posteriormente, el 17 de agosto de ese año Basilio Lami Dozo pasó a retiro y nombró al brigadier general Augusto Jorge Hughes como nuevo titular de la aeronáutica. Finalmente la junta se terminaría de renovar cuando el almirante Rubén Oscar Franco reemplazó a Jorge Anaya al frente de la armada el 1 de octubre de 1982.

### Gabinete de ministros
| Cartera                                      | Titular                    | Período                                         |
| -------------------------------------------- | -------------------------- | ----------------------------------------------- |
| Ministerio del Interior                      | Alfredo Saint-Jean         | 22 de diciembre de 1981-1 de julio de 1982      |
| Ministerio de Relaciones Exteriores y Culto  | Nicanor Costa Méndez       | 22 de diciembre de 1981-1 de julio de 1982      |
| Ministerio de Economía                       | Roberto Alemann            | 22 de diciembre de 1981-1 de julio de 1982      |
| Ministerio de Educación                      | Cayetano Antonio Licciardo | 22 de diciembre de 1981-1 de julio de 1982      |
| Ministerio de Obras y Servicios Públicos     | Sergio Martini             | 22 de diciembre de 1981-1 de julio de 1982      |
| Ministerio de Acción Social                  | Carlos Alberto Lacoste     | 22 de diciembre de 1981-1 de julio de 1982      |
| Ministerio de Salud Pública y Medio Ambiente | Horacio Rodríguez Castells | 22 de diciembre de 1981-1 de julio de 1982      |
| Ministerio de Defensa                        | Amadeo Frúgoli             | 22 de diciembre de 1981-1 de julio de 1982      |
| Ministerio de Justicia                       | Lucas Jaime Lennon         | 22 de diciembre de 1981-1 de julio de 1982      |
| Ministerio de Trabajo                        | Julio Porcile              | 22 de diciembre de 1981-1 de julio de 1982      |
| Secretarios                                  |                            |                                                 |
| Secretaría de Cultura                        | Julio César Gancedo        | 24 de diciembre de 1981 - 18 de junio de 1982   |
| Secretaría General                           | Héctor Iglesias            | 24 de diciembre de 1981-5 de julio de 1982      |
| Secretaría de Información Pública            | Rodolfo Baltiérrez         | 24 de diciembre de 1981-5 de julio de 1982      |
| Secretaría de Inteligencia del Estado        | Carlos Alberto Martínez    | 26 de enero de 1978-10 de diciembre de 1983     |
| Secretaría de Planeamiento                   | José Miret                 | 15 de diciembre de 1978-10 de diciembre de 1983 |

## Causas judiciales
Durante el Juicio a las Juntas, fue acusado de «privación ilegítima de la libertad, reiterada en once oportunidades (…); tormentos, reiterados en tres oportunidades (…); reducción a la servidumbre, reiterado en ocho oportunidades (…); sustracción de menor (…); encubrimiento, reiterado en doscientas cuarenta y dos oportunidades (…); falsedad ideológica, reiterada en quince oportunidades (…)» (Fallo, Artículo 21.º); fue absuelto de culpa y cargo el 9 de diciembre de 1985.
A principios de 1986, en la causa Malvinas, el Consejo Supremo de las Fuerzas Armadas lo condenó a «la pena de doce años de reclusión con la accesoria de destitución y baja» Balza (2008, p. 272). Un tribunal civil rechazó la apelación, y se echó mano a un recurso extraordinario ante la Corte Suprema de Justicia de la Nación. Sin embargo, adelantándose a la Corte, el presidente Carlos Saúl Menem por decreto N.º 1005 (6 de octubre de 1989) dictó el indulto en beneficio de Galtieri y otros excomandantes quienes recuperaron su grado y estado militar.
El 25 de marzo de 1997, el titular del Juzgado Central de Instrucción Número Cinco de la Audiencia Nacional, Baltasar Garzón, ordenó la «prisión provisional condicional» de Galtieri, por los delitos de asesinato, desaparición forzosa y genocidio; cursando una orden de captura internacional y una solicitud de extradición. En la resolución se señala, además, que no había sido juzgado con anterioridad por dichos crímenes.
En julio de 2002, el juez Claudio Bonadío ordenó su procesamiento y arresto domiciliario como prisión preventiva, como parte de la Causa Contraofensiva.

## Fallecimiento
El teniente general Leopoldo Fortunato Galtieri murió el 12 de enero de 2003 por un paro cardiorrespiratorio. Había permanecido en su domicilio a pesar del deterioro de su salud. Quedó internado en hospital por complicaciones de su cáncer de páncreas.